# Liste de revues scientifiques
Voici une liste de revues scientifiques par discipline.

## Sciences humaines et sociales

### Revues d'archéologie
- Annales du Midi (1889-2014)[1],[2] ;
- Bulletin de l'Institut français d'archéologie orientale ;
- Bulletin de la Société préhistorique française ;
- Dialektikê. Cahiers de typologie analytique ;
- Paléo ;
- Gallia ;
- Gallia Préhistoire ;
- Paléorient ;
- Revue Internationale du Combitisme (RIC) ;
- Revue Haïtienne des Sciences Sociales et Humaines (RHSSH);
- Revue Haïtienne de Gestion de Projet (RHGP) ;
- Revue Haïtienne de Gestion et d’Économie (RHGE) ;
- Revue Haïtienne des Sciences de l’Éducation (RHSE) ;
- Syria.

### Revues d'architecture
- Architectural Design (en) ;
- Architecture and Culture[3] ;
- L'Architecture d'Aujourd'hui[4] ;
- Architectures CREE[5] ;
- (Les) Cahiers de la Recherche Architecturale et Urbaine[6] ;
- Journal of Architecture (en) et ses dérivées (Journal of Architecture Conservation ; Journal of Architecture Education ; Journal of Architecture and Urbanism).

### Revues de géographie

#### Revues de géomatique
- Revue internationale de Géomatique[7] ;
- Cartographica (en)[8] ;
- Cartography and Geographic Information Science[9] ;
- Computers environment and urban systems[10] ;
- Geoinformatica (nl)[11] ;
- International Journal of Agricultural and Environmental Information Systems[12] ;
- International Journal of Geographical Information Science (en)[13] ;
- Journal in Geographical Information Systems[14] ;
- Transactions in GIS[15].

### Revues d'histoire de l'art
- ArtItalies[16] ;
- Cahiers du Musée national d'art moderne ;
- Histoire de l'art ;
- Perspective ;
- Revue de l'art.

### Revues de linguistique
- Studies in Second Language Acquisition

### Revues en sciences de l'information et de la communication
- Communication

### Revues de sociologie
- Actes de la recherche en sciences sociales
- Agora débats/jeunesse
- L'année sociologique
- Appartenances & Altérités
- Cahiers de l'Urmis
- Cahiers du genre
- Déviance et société
- Économie et statistiques
- Ethnologie française
- Genre, sexualité, société
- Mouvements
- Nouvelles questions féministes
- Politix
- Population
- Réseaux
- Reset
- Revue d'anthropologie des connaissances
- Revue française des affaires sociales
- Revue française de science politique
- Revue française de socio-économie
- Revue française de sociologie
- Sociétés contemporaines
- Sociologie
- Sociologie du travail
- Terrain & travaux
- Travail, genre et sociétés

## Science de la nature
Revues généralistes internationales :
- Science ;
- Nature ;
- Philosophical Transactions of the Royal Society ;
- PNAS ;
- Revue Haïtienne des Sciences Naturelles et de la Vie (RHSNV).

### Revues d'agronomie
- Biotechnologie, Agronomie, Société et Environnement (BASE) ;
- Les Cahiers Agricultures ;
- "Revue Haïtienne de l’Agriculture (RHA)"
- European Journal of Agronomy (nl) ;
- Agricultural Systems (nl) ;
- Agronomy for sustainable development (en) ;
- American Society of Agronomy (en).

### Revues de biologie
Voir la catégorie « Revue de biologie ».
- Cell ;
- PLoS Biology et les journaux de la PLoS ;
- Genes and Development ;
- The EMBO Journal ;
- Journal of Clinical Investigation ;
- Journal of Cell Biology ;
- Nature Biotechnology ;
- Journal of Artificial Organs.

### Revues de chimie
Voir la catégorie « Revue de chimie ».
- Angewandte Chemie ;
- Chemical Communications ;
- Chemical Reviews ;
- Chemical Society Reviews ;
- Journal of the American Chemical Society.

### Revues d'environnement
- Écoscience ;
- Éducation relative à l'environnement ;
- Sciences Eaux & Territoires.

### Revues de médecine
- British Medical Journal ou BMJ ;
- Cardiology in Review ;
- Child: Care, Health and Development ;
- Revue Haïtienne des Sciences de la Santé (RHSS) ;
- COPD: Journal of Chronic Obstructive Pulmonary Disease
- Journal of the American Medical Association ou JAMA ;
- Journal of Nutrition ou J. Nutr. ou JN ;
- Nature Medicine ;
- PLoS Medicine ;
- The Lancet ;
- The New England Journal of Medicine ou NEJM ;

### Revues de médecine vétérinaire
- Veterinarski glasnik

### Revues de sciences de la Terre

#### Revues de météorologie
- Atmosphere-Ocean ;
- Bulletin of the American Meteorological Society ;
- Journal of Applied Meteorology and Climatology ;
- Journal of the Atmospheric Sciences ;
- Journal of Climate ;
- La Météorologie[17] ;
- Meteorology and Atmospheric Physics ;
- Monthly Weather Review ;
- Weather and Forecasting.

#### Revues de géologie
- Geochimica et Cosmochimica Acta ;
- Geology ;
- Geophysical Research Letters ;
- Nature Geoscience ;
- Journal of Geophysical Research ;
- Geomorphology (en) ;
- Earth and Planetary Science Letters ;
- Bulletin de la Société géologique de France ;
- Geological Society, London, Memoirs ;
- Geology Today (en) ;
- Geological Society of America Bulletin ;
- Geophysical Journal International ;
- Geophysical Prospecting ;
- Geology of Ore Deposits ;
- Geologiska Foereningan i Stockholm Foerhandlingar ;
- Geological Magazine ;
- Geologica Carpathica ;
- GeoInformatica (nl) ;
- Geochemistry Exploration Environment Analysis.

### Revues de zoologie et botanique
- Current Biology (biologie, zoologie, botanique) ;
- Liste de périodiques botaniques ;
- Liste de périodiques diptérologiques ;
- Liste de périodiques entomologiques ;
- Liste de périodiques lépidoptérologiques ;
- Liste de périodiques ornithologiques.

### Revues de science des matériaux
- Nature Materials.

## Sciences formelles

### Revues de musique
- Volume ! la revue des musiques populaires.

### Revues pluridisciplinaires
- Canadian Journal of Bioethics/Revue canadienne de bioéthique[18] ;
- Revue internationale de psychosociologie.

#### Divers
- Protecta ;
- International Journal of Innovation and Applied Studies ;
- Revue Haïtienne de Génie Civil (RHGC) ;
- Revue Haïtienne d’Informatique et de Mathématiques (RHIM) ;
- Sigila.

## Portails de revues
La plupart des revues francophones de sciences humaines en ligne sont regroupées au sein de portails :
- Cairn ;
- Érudit ;
- Le Scientifique ;
- OpenEdition Journals ;
- Persée.